# Floovant
Floovant és una cançó de gesta francesa, composta a mitjan segle xii. S'allarga uns 2.500 versos. Es conserva en un únic manuscrit, conservat a Montpeller, i també n'hi ha un altre fragment de 192 versos.

## Resum de l'argument
Floovant, fill gran de Clodoveu IV, irritat contra el seu preceptor, es venja fent-li rapar la barba, cosa que en aquella època constituïa una greu injúria. Clodoveu, en un principi, pensa fer-li tallar el cap en càstig de la seva culpa, però per fi, més assossegat, el desterra del seu regne durant set anys.
Floovant durant el desterrament té nombroses aventures, i escapa de molts perills mercès a l'amor de dues princeses: Florette (filla del rei d'Alsàcia) i la sarraïna Maugalie (filla de Galien, emir dels Perses). Es casa amb la segona i dona la primera en matrimoni al fidel Richier. S'afanya després a socórrer al seu pare, presoner d'un exèrcit enemic, i el succeeix en el tron.

## Comentari
És de les poques cançons de gesta protagonitzades per herois que es remunten a l'època merovíngia. Habitualment, els personatges de la majoria de cançons són d'època carolíngia.
Un dels punts interessants d'aquest poema és el testificar l'existència d'una epopeia merovíngia que s'hauria format al redós de les personalitats de Clodoveu i Dagobert II; aquest últim hauria pres, en el poema, el nom de Floovant. D'aquestes aventures ja n'existia una narració en una crònica del segle viii: les Gesta Dagoberti.
En realitat, Dagobert és un segle posterior a Clodoveu, i Clodoveu no tingué cap fill anomenat Floovant. Però en la gesta Dagoberti es narra que Dagobert, enfadat amb un alt funcionari de la cort, li feu tallar la barba i per això hagué de fugir. Aquest relat s'hauria utilitzat com a base per a la cançó de gesta. Gaston Paris va voler veure en el nom de Floovant un nom originari Hlodoving que significaria '"descendent de Clodoveu", però aquesta tesi fou discutida per Pio Rajna.
Aquest poema va deixar abundant petjada en les literatures escandinaves (Flovent saga), en l'holandesa, etc. També el cita Bertran de Paris en el seu sirventès-ensenhamen al joglar Gordó i el trobador català Guerau de Cabrera en el seu ensenhamen al joglar Cabra.